# باشگاه فوتبال ای‌اف‌سی بلک‌پول
باشگاه فوتبال ای‌اف‌سی بلک‌پول (به انگلیسی: Association Football Club Blackpool) یک باشگاه فوتبال در شهر بلک‌پول، کشور انگلستان است که در سال ۱۹۴۷ میلادی تأسیس شده‌است.